# Sara Josephine Baker
Sara Josephine Baker (Poughkeepsie, 15 novembre 1873 – New York, 22 febbraio 1945) è stata un medico statunitense, ricordata per aver contribuito in maniera significativa al miglioramento della salute pubblica negli Stati Uniti, in particolar modo nella cura contro la febbre tifoide, la malattia del sonno e la salute dei bambini.

## Biografia
Sara Josephine Baker nacque nel 1873 nello stato di New York da una famiglia quacchera. Studiò fino all'età di 16 anni in scuole private femminili, ma a seguito della morte del padre per febbre tifoide si indirizzò verso gli studi di medicina, anche con l'intento di essere di aiuto alla sua famiglia. Si iscrisse nell'unica scuola di medicina che in quel momento accettasse anche le donne, la New York Infirmary, fondata dalle sorelle Elizabeth Blackwell ed Emily Blackwell.

### Prime esperienze
Dopo la laurea nel 1898, Josephine Baker effettuò uno stage annuale presso il New England Hospital for Women and Children a Boston e iniziò ad esercitare la professione privatamente presso una clinica nella periferia degradata delle città. Qui ebbe modo di rendersi conto delle disastrose condizioni della salute pubblica nei grandi agglomerati urbani come New York e Boston. Ai tempi non era infrequente che le carcasse degli animali venissero lasciate a decomporsi per strada; il latte veniva venduto fresco non pastorizzato in lattine arrugginite e epidemie di dissenteria, vaiolo e tifo mietevano annualmente migliaia di vittime specialmente tra i bambini e i lattanti. A New York un terzo di tutti i decessi era rappresentato da bambini minori di un anno. Si calcola che nell'estate del 1902 nel quartiere di Hell's Kitchen di Manhattan morivano 1500 bambini alla settimana, principalmente di dissenteria. In generale il concetto di medicina preventiva non era conosciuto e si interveniva solo quando la malattia era conclamata.
A partire dal 1899 Josephine Baker, per arrotondare i guadagni, iniziò a collaborare come medico con una compagnia di assicurazione e successivamente, nel 1901, divenne ispettore medico per il Dipartimento della Salute di New York. Il suo primo incarico consisteva nel visitare le scuole (tre ogni ora) per individuare i bambini malati da far tornare a casa. Il suo lavoro nelle scuole portò alla creazione di un programma di infermiere scolastiche in tutta la città che ottenne l'azzeramento dei casi di pediculosi e di tracoma prima molto diffusi tra gli studenti.

### Direttrice delBureau of Child Hygiene
Nel 1907 divenne assistente del commissario alla salute. Con questo incarico lavorò al caso di Mary Mallon, soprannominata Mary la tifica (Typhoid Mary), una cuoca che era stata impiegata presso numerose famiglie e che, portatrice sana della malattia, aveva già contagiato molte persone. La larga pubblicizzazione del caso sensibilizzò l'opinione pubblica sui pericoli potenziali per la salute e sulla necessità di programmi di prevenzione. Inoltre sviluppò un programma di prevenzione per la salute dei bambini, che nel 1908 poté sperimentare negli slum dell'Est Side. Un gruppo di trenta infermiere passarono di casa in casa per insegnare alle madri elementari norme di igiene per l'accudimento dei neonati, tra le quali l'allattamento al seno, il bagnetto, l'uso di vestiti leggeri durante l'estate, ecc. Successivamente effettuarono visite di controllo. Al termine dell'estate nel quartiere si registrarono 1200 morti in meno tra i neonati rispetto all'anno precedente. Nello stesso anno Josephine Baker venne chiamata a dirigere il nuovo Bureau of Child Hygiene, prima agenzia governativa al mondo dedicata alla salute dei bambini. Tra gli interventi più significativi vi furono:
- la battaglia perché le levatrici ricevessero un'adeguata preparazione e il riconoscimento di una licenza professionale dallo Stato,
- l'uso di un ingegnoso sistema per la somministrazione del nitrato d'argento ai neonati, per prevenire la cecità da infezioni gonococciche,
- lo sviluppo di una nuova formula per l’alimentazione neonatale, aggiungendo acqua, calcio carbonato e lattosio al latte di mucca,
- la creazione di una rete di “stazioni del latte” in cui i neonati ricevevano assistenza da medici e infermiere oltre che il giusto alimento per i bambini che non potevano essere allattati al seno[1]
- l'istituzione della figura dell'infermiera scolastica
- la sensibilizzazione delle donne per la prevenzione e il riconoscimento delle malattie.[2]

Uno dei programmi più controversi fu l'istituzione delle "Leghe delle piccole madri", per insegnare alle bambine (dagli otto-nove anni in poi) a prendersi cura dei fratellini più piccoli, con lo scopo di sostituire le madri che potevano così tornare a lavorare per il sostentamento della famiglia. Numerose persone protestarono affermando che le Leghe stessero schiavizzando le bambine per permettere alle madri di andare al cinema o a ubriacarsi. Un suo collega la criticò in una testimonianza davanti ad una commissione del Congresso affermando che "Se si dovesse salvare la vita di ogni madre e bambino a spese pubbliche, come potrebbero essere incentivati i giovani a dedicarsi alla medicina?". Ma queste non furono le uniche critiche che dovette subire per il suo lavoro pionieristico. Ad esempio, quando fu formato il Bureau of Child Hygiene più di 30 medici scrissero al sindaco chiedendone l'abolizione perché stava rovinando la pratica medica permettendo ai bambini di non ammalarsi. Inoltre, quando venne incaricata della direzione dell'ufficio, sei dei dottori che erano stati suoi colleghi come ispettori della salute, rassegnarono le dimissioni per la “disgrazia di dover lavorare per una donna.” Josephine Baker tuttavia li persuase a fare un mese di prova, al termine del quale tutti decisero di restare. 
Nel 1917, quando il suo Paese prese parte alla prima guerra mondiale, la dottoressa Backer dichiarò in un'intervista al New York Times che era molto più sicuro stare al fronte che nascere negli Stati Uniti: il tasso della mortalità dei soldati era del 4%, quello dei bambini del 12%. La vasta eco suscitata da queste parole ebbe l'effetto di rilanciare il suo programma di salute pubblica.
Nel 1919 si accentuarono le pressioni per rimuovere Josephine Baker dal suo incarico alla direzione del Bureau of Child Hygiene, tuttavia ella fu difesa dalla stampa locale e dall'opinione pubblica: si svolse una marcia di protesta delle madri contro le sue possibili dimissioni. Lasciò l'incarico nel 1923, continuando a collaborare come consulente e divenendo rappresentante su questioni di salute del bambino alla Società delle Nazioni.

### Vita privata
Josephine Baker fu anche una suffragetta e partecipò alla prima marcia in favore del voto alle donne tenuta sulla Fifth Avenue. Durante la sua carriera pubblicò oltre 200 articoli e 5 libri, tra i quali, nel 1939, la sua biografia, intitolata Fighting for Life.  Per il resto, poco si conosce della sua vita privata, perché lei stessa avrebbe distrutto le sue carte personali. Dopo il suo ritiro visse a Princeton assieme alla scrittrice Ida Alexa Ross Wylie (conosciuta con lo pseudonimo I.A.R. Wylie), famosa autrice di romanzi e racconti rosa, che potrebbe averla aiutata nella stesura della sua autobiografia. Con loro si stabilì Louise Pearce, ricercatrice della Rockefeller University conosciuta per aver contribuito alla scoperta di una cura per la malattia del sonno.